# Краљевина Валенсија
Краљевина Валенсија је настала 1239, пошто је краљ Арагона, Ђауме Освајач, освојио стару таифу Балансију (шп. Taifa de Balansiya). У каснијем периоду биће проширена анексијом других суседних територија. 
Ђауме I је убрзо увидео да је тешко поново населити целу освојену територију хришћанским становништвом, тако да је одлучио да одржи неке од привилегија аутохтоног становништва, као на пример поштовање њихове религије и обичаја, и то је потврдио проглашењем фуероса. Новонастала политичка творевина добила је статус краљевине која је ушла у састав Круне Арагона. На тај начин је политички била зависна од Арагонске круне, али је имала сопствену управу.
Стварање краљевине је изазвало велико негодовање међу арагонским и каталонским племством, зато што су се тиме укинула сва права на поседе које су имали на валенсијанској територији.